# Syzygium roseomarginatum
Syzygium roseomarginatum là một loài thực vật có hoa trong Họ Đào kim nương. Loài này được (C.B.Rob.) Merr. & L.M.Perry miêu tả khoa học đầu tiên năm 1939.